# غل خيرك عليا (مقاطعة غيلانغرب)
غل‌خيرك عليا (بالفارسية: گل‌خیرک علیا) هي قرية تقع في قسم ويجنان الريفي في إيران. يقدر عدد سكانها بـ 100 نسمة .